# أنطونيو سقا
إلياس أنطونيو سقا غونزاليس، هو سياسي سلفادوري ورئيس سلفادور من 2004 - 2009، ولد في السفادور عام 1965. ينحدر سقا من اصول فلسطينية من عائلة مسيحية كاثوليكية هاجرت في بداية القرن العشرين من بيت لحم. وغير جده من جهة الأم، موسى علي صالح، ديانته إلى المسيحية واسمه إلى مويسيس غونزاليس. وهو أحد أعضاء حزب التحالف الجمهوري الوطني في السلفادور (الاسم بالأسبانية Alianza Republicana Nacionalista أو ARENA). ويعتبر من السياسيين المحافظين في أمريكا اللاتينية أو ما يطلق عليها بالسياسة المحافظة (بالإنجليزية: Conservatism).

## روابط خارجية
- أنطونيو سقا على موقع الموسوعة البريطانية (الإنجليزية)
- أنطونيو سقا على موقع مونزينجر (الألمانية)
- أنطونيو سقا على موقع إن إن دي بي (الإنجليزية)